# 比尤納維斯塔 (密西西比州)
比尤納維斯塔（英語：Buena Vista）是位於美國密西西比州奇克索縣的非建制地區。

## 歷史
比尤納維斯塔原名蒙特雷（Monterey），1875年改為現稱。比尤納維斯塔的郵局於1847年設立，其後於1872年停運。

## 地理
比尤納維斯塔所處的海拔為高於海平面105米（即344英呎），而該地所採用的時區為UTC-6，即北美中部時區（CST）。同時該地設有夏令時間，為UTC-6調快一小時，即UTC-5（CDT）。